# Campanula speciosa
Campanule à belles fleurs, Campanule des Corbières
Espèce
La Campanule à belles fleurs ou Campanule des Corbières (Campanula speciosa) est une espèce de plantes vivaces de la famille des Campanulacées.